# Les Nuits sans Kim Wilde
Singles de Laurent Voulzy
Désir, Désir
(1984) My Song of You
(1987)
Les Nuits sans Kim Wilde est une chanson de Laurent Voulzy, écrite par Alain Souchon et composée par Voulzy, parue en single en 1985. La chanteuse Kim Wilde y contribue également en interprétant quelques passages parlés et en faisant les chœurs à la fin du titre. 
Initialement publié en single en tant que face A, le titre sera republié en 1986, en face B du single Belle-Île-en-Mer, Marie-Galante.

## Contexte
L'idée des Nuits sans Kim Wilde vient de Laurent Voulzy lui-même : fasciné par la jeune chanteuse, l'auteur-compositeur-interprète enregistrait sur cassette tous les passages télévisés de Wilde. Alors qu'il travaillait sur une chanson avec Alain Souchon, Voulzy lui passa la « fameuse cassette ». Souchon réalisant la passion de son complice, lui dit : « Depuis le temps que tu m’en parles, on devrait faire une chanson : Les nuits sans Kim Wilde ».
Par la suite, l'équipe de Voulzy contacte celle de Wilde en 1985 afin de lui proposer de chanter avec lui. Initialement, la chanteuse est sceptique car, dit-elle, « les Français ne sont pas connus pour leurs grandes chansons pop ». Toutefois, Wilde est fascinée qu'on écrive une chanson sur elle, ce qu'elle considère comme un « beau compliment » ; après avoir écouté la maquette avec son frère et son père, ce dernier lui dit qu'il faut contacter Voulzy. Puis, quand Voulzy vient dans leur studio, Kim Wilde devient de plus en plus enthousiaste et accepte d'enregistrer le titre et de participer au clip, réalisé à Paris par Bernard Malige, qui sera diffusé la première fois le 1er novembre 1985,,. À l'époque, l'artiste britannique ne se rendait pas compte de l'image qu'elle renvoyait aux gens, se disant « jeune et naïve » mais, selon elle, Voulzy fut « le premier à mettre des mots sur ce genre de choses ».

## Parution et réception
Les Nuits sans Kim Wilde sort en juin 1985 en single avec le titre Belle-Île-en-Mer, Marie-Galante en face B. Elle n'entre pas au Top 50, mais est la 13e chanson la plus diffusée sur les radios périphériques selon le classement Media Control du 19 août 1985. 
Le titre reparaît quelques mois plus tard, mais cette fois-ci en face B du single Belle-Île-en-Mer, Marie-Galante qui entre au Top 50 fin septembre 1986 durant vingt semaines et parvient à atteindre la 20e place du classement durant deux semaines.

## Liste des titres
Single 45 tours (RCA PB 40259) (1er pressage)
| No | Titre                           | Durée |
| -- | ------------------------------- | ----- |
| 1. | Les Nuits sans Kim Wilde        |       |
| 2. | Belle-Île-en-Mer, Marie-Galante |       |

Single 45 tours (RCA PB 40259) (2d pressage)
| No | Titre                           | Durée |
| -- | ------------------------------- | ----- |
| 1. | Belle-Île-en-Mer, Marie-Galante |       |
| 2. | Les Nuits sans Kim Wilde        |       |

## Classement
| Classement (1985)             | Meilleure position |
| ----------------------------- | ------------------ |
| France (Radios périphériques) | 13                 |